# Tokuma Shoten
Tokuma Shoten (株式会社徳間書店 Kabushiki-gaisha Tokuma Shoten) är ett japanskt förlag, grundat 1954, verksamt inom bok- och tidningsutgivning. Företaget var också fram till 2000 moderbolag för skivbolaget Tokuma Japan Communications och filmstudion Daiei samt fram till 2005 för animationsstudion Ghibli.

## Historik
Tokuma grundades 1954 av Tokuma Yasuyoshi och växte till att bli en av Japans största förlag inom underhållning och media fram till 1990-talet. Dess produkter inkluderade musik, datorprogram och datorspel, produktion av film (inklusive anime), tidningar och tidskrifter, manga och böcker.
Ett av dess mest kända dotterbolag var Studio Ghibli från studions grundande 1985 till 2005 då det blev självständigt bolag. Under sent 1980-tal skrev Tokuma avtal med amerikanska Streamline Pictures om att dubba Studio Ghiblis filmer på engelska för visningar på Japan Airlines flygningar över Stilla havet. 1996 slöt Tokuma och amerikanska Disney ett minst lika strategiskt avtal om att låta Disney få de internationella distributionsrättigheterna för Studio Ghiblis filmer på bio och hemvideo (med vissa undantag).
Tokuma Shoten var också moderbolag för skivbolaget Tokuma Japan Communications (köpt 1972) och filmstudion Daiei (införlivad 1974). Efter grundaren Tokuma Yasuyoshis död 20 september 2000 såldes dessa dotterbolag för att täcka uppkomna skulder. Daiei kom att slås ihop med Kadokawa Eiga.

### Efter Tokumas död
Efter Tokuma Yasuyoshis död har Tokuma minskat kraftigt i betydelse. I oktober samma år försåldes Daiei och Tokuma Japan Communications, liksom koncernens huvudkvarter i Shiodome i Tokyostadsdelen Minato. Därefter inleddes en process som skulle avslutas med att Studio Ghibli (som varit löst knutet till Tokuma sedan starten 1985 och sedan 1999 fungerat som dess animationsavdelning) från 2005 blev ett helt självständigt bolag.
2005 avslutades arrangemangen för att lösa Tokuma Shotens olika skulder, och sedan dess man i princip endast verksamt som förlag inom bok- och tidskriftsutgivning.

## Tidskrifter
- Animage (アニメージュ Animēju)
- BestGear
- Chara Selection
- Famimaga (ファミリーコンピュータマガジン Family Computer Magazine)
- Famimaga 64
- Famimaga Weekly
- Gekkan Asahi Geinō Entame (月刊アサヒ芸能エンタメ! "Månadens Asahi Geinō Entame")
- Gekkan Comic Ryū (月刊COMICリュウ Gekkan COMIC Ryū)
- Gekkan Manga Voice (月刊マンガボーイズ Gekkan Manga Bōizu)
- Gekkan Shōnen Captain (月刊少年キャプテン Gekkan Shōnen Kyaputen)
- Goods Press
- Hyper Hobby
- LoveBerry (ラブベリー RabuBerī)
- Mondai Shōsetsu (問題小説)
- SF Adventure (SFアドベンチャー Esuefu Adobenchā)
- SF Fantasy Ryū (SF・ファンタジー　リュウ Esuefo Fantajī Ryū)
- Shokuraku (食楽)
- Shūkan Asahi Geinō (週刊アサヒ芸能 "Veckans Asahi Geinō")
- TV Land (テレビランド Terebi Rando)

## Anime (urval)
- 1984: Nausicaä från Vindarnas dal (produktion)
- 1985: Tenshi no tamago (produktion)
- 1986: Laputa – Slottet i luften (produktion)
- 1991: Omohide poro-poro (produktion)
- 1992: Porco Rosso (produktion)
- 1994: Pompoko (produktion)
- 1995: Om du lyssnar noga (produktion)
- 1997: Prinsessan Mononoke (produktion)
- 1999: Mina grannar Yamadas (produktion)
- 2001: Spirited away (samutgivning)
- 2002–2003: Ghost in the Shell: Stand Alone Complex (samproduktion)
- 2004: Samurai Champloo (samproduktion)
- 2007: Dennō Coil (samproduktion)

Källa: 

## Fotnoter
1. ↑  I denna artikel används japansk namnföljd. Sålunda skrivs japanskt släktnamn först och det givna namnet sist.